# مصرف المزارع التجاري
مصرف المزارع التجاري هو مؤسسة مصرفية سودانية تعمل على تقديم خدمات مصرفية لكافة شرائح المجتمع. مع الاهتمام بصغار المنتجين.

## التأسيس
تأسس المصرف عام 1998م، وله 36 فرعًا في جميع ولايات السودان، مرتبطة بواسطة شبكة اتصالات حديثة وعدد العاملين فيه 904 ويمتلك 46 صراف آلي في العاصمة والولايات تتيح البطاقات السحب النقدي بالإضافة لخدمة شراء الكهرباء وتحويل الرصيد.